# Shō Shitatsu
Shō Shitatsu (尚思達 (Thượng Tư Đạt) 1408–1449) là vị quốc vương thứ tư của vương quốc Lưu Cầu. Ông có thần hiệu là Quân Nhật. Shō Shitatsu là con trai của vua Shō Chū. Kế vị ông là người chú Shō Kinpuku.